# Mémoires de l'enfer
Mémoires de l'enfer (The Long Hard Road out of Hell) est l'autobiographie de Marilyn Manson dans laquelle celui-ci raconte son enfance volée, les drogues et son parcours pour devenir l'un des chanteurs les plus controversés du monde. Avec ce livre, on apprend à mieux connaître l'artiste et l'homme. 
Le récit s'arrête à la fin de la tournée Antichrist Superstar.
Ce livre a été écrit en collaboration avec Neil Strauss du magazine Rolling Stone.

## Résumé
Brian Hugh Warner est un enfant comme les autres. Très jeune, il est attiré par le hard rock et découvre des choses plutôt malsaines comme l'attrait de son grand-père pour les films et les pratiques zoophiles. Il est éduqué dans une école catholique mais se rebelle vite contre les doctrines religieuses. Par la suite, il déménage en Floride où il joue dans quelques groupes locaux. Brian et sa bande d'amis volent souvent des disques dans le petit magasin voisin et c'est dans ce lieu qu'il fait la connaissance de Jeordie White qui deviendra ensuite leur célèbre bassiste Twiggy Ramirez. Il abandonne les petits groupes sans avenir et monte le sien, Marilyn Manson and the Spooky Kids, rebaptisé plus tard Marilyn Manson. Avec une détermination d'acier, le groupe compose plusieurs démos et sort un premier disque en 1994 (Portrait of an American Family). Arrive ensuite Smells Like Children (1995) avec la reprise de la chanson de Eurythmics, "Sweet Dreams", le premier succès mondial du groupe. En 1996, c'est l'apogée avec l'album Antichrist Superstar.